# Scopula umbellaria
Scopula umbellaria là một loài bướm đêm trong họ Geometridae.